# Glossostelma
Glossostelma là chi thực vật có hoa trong họ Apocynaceae.